# Bartłomiej Pawłowski
Bartłomiej Pawłowski (* 13. November 1992 in Zgierz, Polen) ist ein polnischer Fußballspieler, der seit 2022 für Widzew Łódź spielt.

## Karriere

### Verein
Bartłomiej Pawłowski begann seine Fußballkarriere beim ŁKS Łódź. 2009 wechselte er in die Jugendabteilung von Promień Opalenica. 2010 wechselte er dann in die Ekstraklasa und spielte für Jagiellonia Białystok. 2011 verpflichtete ihn Warta Posen, dort kam er auf 20 Einsätze und erzielte fünf Tore.
Pawłowski feierte 2012 seine Rückkehr in die Ekstraklasa, Widzew Łódź hatte ihn verpflichtet. Für Widzew Łódź erzielte Pawłowski in 17 Spielen vier Tore. Am 31. Juli 2013 wurde er von Widzew Łódź an den FC Málaga ausgeliehen. Málaga CF besitzt eine Kaufoption. Am 25. August 2013 debütierte er für seinen neuen Verein gegen den FC Barcelona. Gleich in seinem zweiten Spiel, erzielte er gegen Real Valladolid sein erstes Tor in der Primera División. Insgesamt spielte er in acht Ligaspielen und erzielte ein Tor. Nach der Saison kehrte er nach Polen zurück und unterschrieb einen Drei-Jahres-Vertrag bei Lechia Gdańsk. Von 2017 bis 2019 spielte Pawłowski für Zagłębie Lubin. Im Sommer 2019 wechselte er zu dem türkischen Erstligisten Gazişehir Gaziantep FK.

### Nationalmannschaft
Pawłowski wurde erstmals vom Trainer Waldemar Fornalik am 3. September 2013 für die Spiele gegen Montenegro und San Marino nominiert. Bisher hat er allerdings noch nicht debütiert.